# Tony Cox
Tony Cox, all'anagrafe Joseph Anthony Cox (Uniontown, 31 marzo 1958), è un attore statunitense.

## Biografia
Affetto da nanismo, debuttò al cinema nel 1981, in Sotto l'arcobaleno, diretto da Steve Rash. Spesso impiegato in ruoli comici legati alla statura, deve la fama internazionale alla sua interpretazione in Babbo bastardo (Bad Santa) del 2003, nelle vesti del perfido Marcus.
È sposato dal 1981 con la moglie Ofelia, conosciuta al liceo.
Ha recitato anche in Psych nella 14ª puntata della V stagione.

## Filmografia parziale

### Cinema
- Sotto l'arcobaleno (Under the Rainbow) (1981)
- Scuola di sesso (Jekyll and Hyde...Together Again) (1982)
- Guerre stellari - Il ritorno dello Jedi (Star Wars: Episode VI - Return of the Jedi), regia di Richard Marquand (1983)
- Invaders (Invaders from Mars), regia di Tobe Hooper (1986)
- Captain EO, regia di Francis Ford Coppola - cortometraggio (1986)
- Retribution - L'ultimo incubo (Retribution) (1987)
- Balle spaziali (Space Balls), regia di Mel Brooks (1987)
- Beetlejuice - Spiritello porcello (Beetle Juice), regia di Tim Burton (1988)
- Willow, regia di Ron Howard (1988)
- Scappa, scappa... poi ti prendo! (I'm Gonna Git You Sucka), regia di Keenen Ivory Wayans (1988)
- Destino trasversale (The Dark Backward) (1991)
- Il silenzio dei prosciutti (The Silence of the Hams), regia di Ezio Greggio (1994)
- Ghoulies IV, regia di Jim Wynorski (1994)
- Un eroe fatto in casa (Blankman), regia di Mike Binder (1994)
- Io, me & Irene (Me, Myself & Irene), regia di Peter Farrelly, Bobby Farrelly (2000)
- Babbo bastardo (Bad Santa), regia di Terry Zwigoff (2003)
- Hot Movie - Un film con il lubrificante (Date Movie), regia di Aaron Seltzer (2006)
- Epic Movie, regia di Jason Friedberg, Aaron Seltzer (2007)
- The Hustle, regia di Deon Taylor (2008)
- Disaster Movie, regia di Jason Friedberg, Aaron Seltzer (2008)
- The Warrior's Way, regia di Sngmoo Lee (2010)
- 301 - La leggenda di Maximus il fichissimo (The Legend of Awesomest Maximus), regia di Jeff Kanew (2011)
- Il grande e potente Oz (Oz: The Great and Powerful), regia di Sam Raimi (2013)
- Bastardi insensibili (The Heyday of the Insensitive Bastards), di registi vari (2015)
- Babbo bastardo 2 (Bad Santa 2), regia di Mark Waters (2016)

### Televisione
- L'avventura degli Ewoks (The Ewok Adventure), regia di John Korty – film TV (1984)
- Il ritorno degli Ewoks (Ewoks: The Battle for Endor), regia di Jim e Ken Wheat – film TV (1985)
- Psych – serie TV, episodio 5x14 (2010)

## Doppiatori italiani
Nelle versioni in italiano delle opere in cui ha recitato, Tony Cox è stato doppiato da:
- Franco Mannella in Babbo bastardo, Hot Movie - Un film con il lubrificante, Epic Movie, Disaster Movie, 301 - La leggenda di Maximus il fichissimo, Babbo bastardo 2
- Ennio Coltorti in Io, me & Irene
- Luigi Ferraro in The Warrior's Way
- Antonio Casanova ne Il grande e potente Oz
- Roberto Draghetti in Psych